# Pradeep Gandhe
Pradeep Shrikrishna Gandhe (* um 1955) ist ein indischer Badmintonspieler. 

## Karriere
Pradeep Gandhe gewann 1978 seinen ersten nationalen Titel in Indien im Herrendoppel mit Sanjay Sharma. 1982 siegte er in der gleichen Disziplin mit Uday Pawar. Im selben Jahr feierte er mit dem Gewinn der Bronzemedaille bei den Asienspielen auch seinen größten internationalen Erfolg. 1984 und 1985 gewann er weitere indische Titel im Mixed mit Ami Ghia.

## Sportliche Erfolge
| Saison | Veranstaltung                 | Disziplin    | Platz | Name                              |
| ------ | ----------------------------- | ------------ | ----- | --------------------------------- |
| 1978   | Indien: Einzelmeisterschaften | Herrendoppel | 1     | Pradeep S. Gandhe / Sanjay Sharma |
| 1982   | Asienspiele                   | Herrendoppel | 3     | Leroy D’sa / Pradeep S. Gandhe    |
| 1982   | Indien: Einzelmeisterschaften | Herrendoppel | 1     | Uday Pawar / Pradeep S. Gandhe    |
| 1984   | Indien: Einzelmeisterschaften | Mixed        | 1     | Pradeep S. Gandhe / Ami Ghia      |
| 1985   | Indien: Einzelmeisterschaften | Mixed        | 1     | Pradeep S. Gandhe / Ami Ghia      |